# Masa forestal
La principal masa forestal del mundo es la correspondiente a la Selva Amazónica suramericana. En segundo lugar se halla la selva congoleña africana. En ambos casos se trata de selvas ecuatoriales y tropicales de importancia relevante para la ecología del mundo, aunque todas las selvas y bosques la tienen.

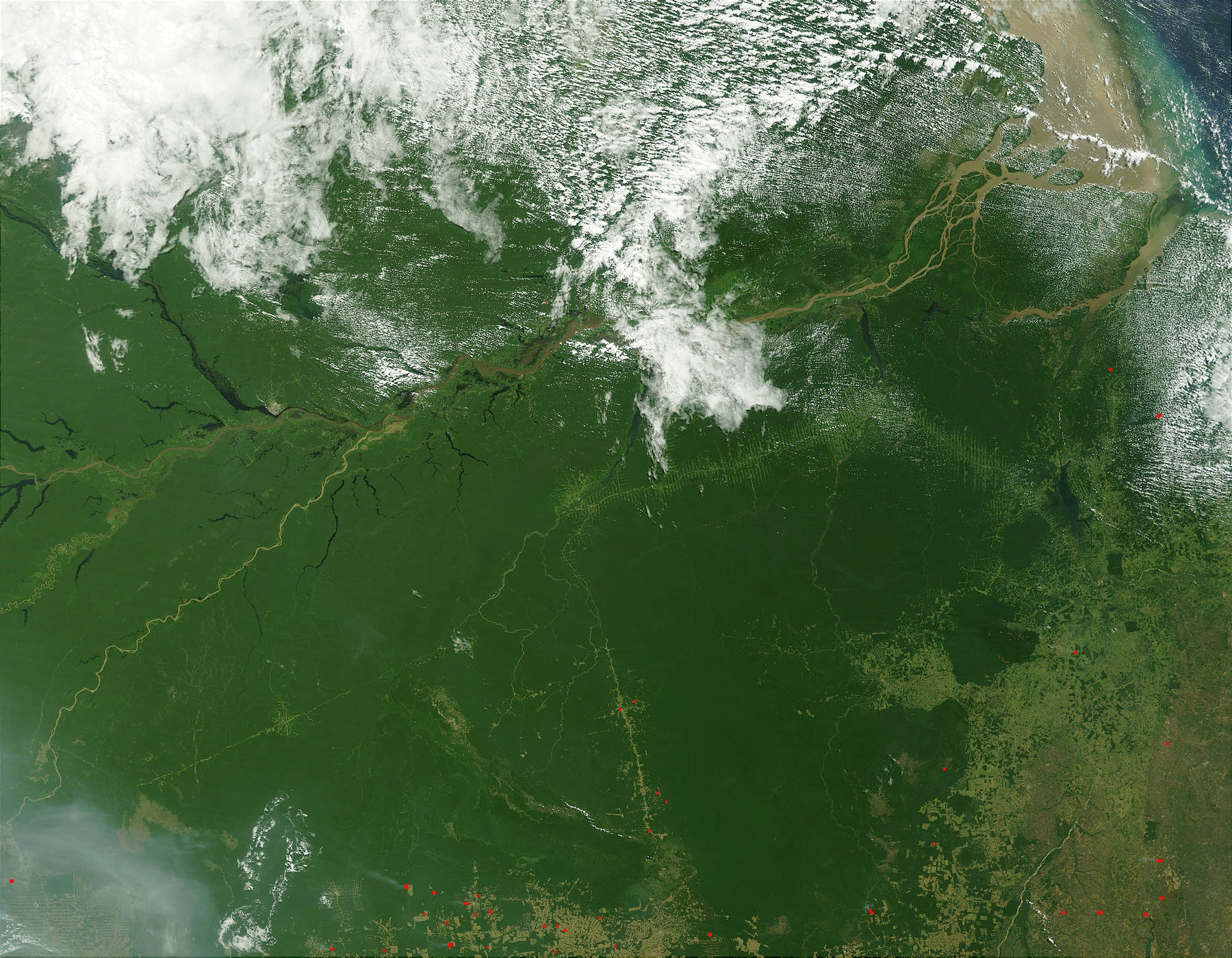
Foto desde satélite de la Selva Amazónica.

Selvas y bosques, característicos por la extraordinaria densidad de su masa forestal y la riqueza de sus ecosistemas, están amenazados y en proceso de deforestación a consecuencia de la actividad humana. Los inmensos bosques europeos que hasta hace relativamente poco tiempo se extendían ininterrumpidamente desde la costa atlántica francesa hasta los Montes Urales rusos, atravesando todo el continente, actualmente se han reducido y fragmentado drásticamente. En todo lugar se talan árboles "extendiendo la civilización" y amenazando así la existencia futura de las diversas formas vivientes incluyendo a la propia humanidad. 
En la Unión Europea, incluso los países con más km² de bosques (Suecia, Finlandia y Francia), tienen un porcentaje muchísimo menor al que tenían hace tan sólo doscientos años.

## Unidades en las que se agrupan las masas forestales
- Montes.Unidades administrativas generalmente ligadas a la propiedad.
- Cuarteles.Unidades de gestión independientes.
- Tramos o tranzones:Unidades de selvicultura que se van a cortar y regenerar en un determinado período.
- Cantones:Unidades últimas de inventario y de descripción del medio.
- Rodal:Unidades transitorias de tratamiento debidas a diferencias de edad,especie o densidad dentro de un cantón.
- Bosquetes:Pequeño grupo de árboles con alguna característica en común.

## Clasificación de las masas forestales

### Dependiendo de su composición específica
- Monoespecífica o pura. Si solo hay una especie arbórea principal o esta representa el 90 % del total.
- Pluriespecífica o mixta. Si hay más de una especia arbórea principal.

### Dependiendo de su forma de reproducirse
- Monte bajo. Si el 90 % de los individuos proceden de brotes de cepa (chirpiales)
- Monte medio. Si coexisten pies de la misma especie procedentes de brote o de semilla y ninguno de los dos supera el 90 %.
- Monte alto. Si el 90 % de los pies proceden de semilla (brinzales).

- Datos: Q5670494